# Pectinatus
Pectinatus è un genere di batterio appartenente alla famiglia delle Acidaminococcaceae.